# Honda Integra
Honda Integra var en bilmodel fra det japanske bilfirma Honda, som første gang blev introduceret i 1985 og ændret i 1989, 1993 og 2001. Produktionen ophørte i 2007.
Oprindeligt var Integra kun tiltænkt det amerikanske marked, hvor den også blev solgt som Acura Integra og Acura RSX, men blev fra 1998 til 2001 også solgt i Europa, men kun i Type R-sportsversionen.
Modellen har afhængigt af årgangen fandtes med flere forskellige benzinmotorer, lige fra en 1,5 med 86 hk til en 2,0 med 220 hk.

## Billeder
- Acura Integra '85−'89
- Honda Integra '89−'93
- Honda Integra '93−'01
- Acura RSX '01−'07

## Motorer

### 1985 − 1989
- 1.5 12V, 63 kW (86 hk)
- 1.6 16V, 83 kW (113 hk) / 87 kW (118 hk) / 88 kW (120 hk) / 92 kW (125 hk) / 96 kW (130 hk) / 99 kW (135 hk)

### 1989 − 1993
- 1.6 16V, 77 kW (105 hk) / 88 kW (120 hk) / 114 kW (155 hk) / 118 kW (160 hk) / 125 kW (170 hk)
- 1.7 16V, 118 kW (160 hk)
- 1.8 16V, 96 kW (130 hk) / 103 kW (140 hk)

### 1993 − 2001
- 1.6 16V, 77 kW (105 hk) / 88 kW (120 hk)
- 1.8 16V, 104 kW (141 hk) / 125 kW (170 hk) / 132 kW (179 hk) / 140 kW (190 hk) / 144 kW (196 hk) / 147 kW (200 hk)

### 2001 − 2007
- 2.0 16V, 118 kW (160 hk) / 147 kW (200 hk) / 154 kW (209 hk) / 162 kW (220 hk)